# Палат на парламента (Румъния)
Палатът на парламента (на румънски: Palatul Parlamentului), наричан по-рано Дом на народа (Casa Poporului) и Дом на републиката преди това, се намира в Букурещ, Румъния.
Считан е за 2-рата по големина административна сграда в света (след Пентагона) с внушителните си размери: 270 м дължина, 240 м ширина, 86 м височина и 92 м под земята. Има 12 надземни нива и 8 подземни (4 от които са използваеми, останалите са в различна степен на изграждане). Има 1100 помещения. Най-големият коридор в сградата е дълъг 150 метра, а най-голямата зала е с площ 2200 м² и е висока 16 метра.
Към 2008 г. е оценена на 3 милиарда евро – най-скъпата административна сграда в света. Разходите за отопление и електричество надхвърлят 6 милиона долара годишно и са сравними с тези на средноголям град.

## История
Сградата е построена върху Дялул Спири – сред малкото естествени хълмове в Букурещ, който заради проекта е частично разрушен. Има легенди, че мястото, върху което е изграден Палатът, преди няколко века е било гробище, в което са погребвани хилядите загинали при чумна епидемия жители на Букурещ.
Строежът е струвал неимоверно много – (по оценки) 3,3 милиарда щ. долара. Участвали са над 20 000 работници.
Строителството на сградата започва през 1984 г. Направена е по проект на румънски архитекти (участие са взели около 700 архитекти), а при строителството са използвани изключително румънски материали – дърво, мрамор, дялани камъни и др. Груби оценки (по-точни са невъзможни, защото за построяването на сградата не са водени точни сметки) сочат, че са използвани около 1 милион кубически метра камъни от Трансилвания, повечето от Решица, 3500 тона естествен кристал за направата на 480 полилея, 1409 осветителни тела и огледала; 700 000 тона стомана и бронз за врати, прозорци и др.; 900 000 кубически метра дърво (над 95 % от тях от румънско производство) за паркет и ламперии (включително от дъб, бук, череша); 200 000 м² килими (някои с огромни размери, затова са тъкани направо в залите) и т.н.
За да се осигури подходящ фон, на който да изпъкне величието на сградата, са съборени сградите в няколко от най-старите централни букурещки квартали. Срещу Палата е изграден просторен булевард с множество фонтани по средата, от успоредните страни на който има високи сгради, използвани от министерства. По продължение на този булевард в същия помпозен стил са изградени жилищни блокове, които са били предвидени да приютят множеството държавни и партийни функционери от времето на Чаушеску. Част от тях остават недовършени и необитаеми и до днес.
При официалното откриване на сградата през 1989 г. проектът е завършен едва частично. След свалянето на Чаушеску от власт и демократичните промени през 1989 г. в страната се появяват предложения сградата да бъде срината със земята. Надделява практицизмът и, тъй като изпълнението на проекта е в твърде напреднала фаза, държавното ръководство на Румъния решава да запази и довърши построеното. Към 2004 г. сградата е изградена на около 90 %.
В началото сградата е наричана Дом на републиката. До 2004 г. официално се нарича Дом на народа. След като и румънският сенат (горната камара на парламента) се премества да работи в сградата (Камарата на депутатите – долната камара, провежда заседанията си там още от 1994 г.), започват да я наричат Палат на парламента.
Тъй като сградата има огромен брой зали, заседателни салони, кабинети и др., често се използва за провеждането на международни мероприятия. Част от сградата е отворена за туристи. Има гидове, изнасящи беседи на разпространените езици, както и на български.

## В културата
През 2001 г. там е сниман игрален филм, като интериор на горен етаж е оборудван така, че да наподобява Ватикана. Фототапетите, изобразяващи религиозни сюжети и известни картини, стоят и до днес, но туристи не се водят до тези зали.
Майкъл Джексън сбъдва мечтата на Чаушеску и се оказва първата публична личност, която поздравява румънския народ от голямата тераса на Палата на парламента. Визитата на изпълнителя в Румъния (част от турнето HIStory) е през 1996 г., и въпреки че микрофонът му е включен малко след като започва своя поздрав, от записите ясно се чуват думите „Обичам ви, Букурещ, Румъния. Обичам ви толкова много“.